# Shenyang Jian-11
Shenyang Jian-11, förkortat Jian-11 eller J-11 (kinesiskaː 沈阳健-11), med NATO-rapporteringsnamnet Flanker-L, är den kinesiska beteckningen på det ryska tvåmotoriga jaktflygplanet Suchoj Su-27SK som tillverkades under licens i Kina. Licensavtalet mellan Ryssland och Kina skrevs under 1995 och fram till år 2000 producerades ca 100 flygplan.
År 2002 presenterade Kina ett nytt flygplansprojekt som bygger på J-11. Det nya planet har fått beteckningen J-11B och kommer att bära den inhemska jetmotorn WS-10A, ha mer modifierad teknik, kunna utföra både attack/bomb- och jaktuppdrag. Utöver detta så kommer planet även ha ett nytt kinesiskt vapensystem som gör att planet kommer att kunna bära alla de senaste kinesiska robotsystemen. Det finns även planer på ett dubbelsitsigt flygplan med beteckningen J-11BS. Detta tros bli kinesiska flygvapnets motsvarighet till det ryska stridsflyget Suchoj Su-30.

## Varianter
- J-11: Kinesiskt byggda Su-27SK från 1998 med byggsatser från Ryssland. Premiärflög december 1998, men med så stora kvalitetsbrister att ryska montörer kallades in.
- J-11A: Kinesiskt byggda Su-27SK från 2000 med byggsatser från Ryssland. År 2006 slutade produktionen. Då hade totalt 104 J-11 och J-11A tillverkats.[1]
- J-11B (Flanker-L): Kallad ”Flaming Dragon”. Uppdatering ”Block 02” innebar nya motorn Shenyang (Woshan) WS-10A "Taihang". Premiärflög 2004. Tillverkning av J-11B slutade år 2013.
- J-11BS (Flanker-L+): J-11B med dubbelsäte. År 2012 fanns över 120 J-11B och J-11BS i tjänst.
- J-11BH (Flanker-L): För marinen, baserad på J-11B. Sågs första gången maj-2010.
- J-11BSH (Flanker-L+): För marinen, baserad på J-11BS.
- J-11BG: Sågs första gången november-2019. Troligen med ny AESA-radar.[2]
- J-11BGH: För marinen, uppdatering på J-11BH, motsvarande J-11BG.
- J-11D (Flanker-L): Kinas variant av Su-35. Prototypen premiärflög den 29 april 2015. Flera funktioner från J-16, som bättre radar (AESA), ny datalänk, lättare kompositmaterial i vingar och bakparti, luft-till-luftmissiler PL-10 WVR och PL-15 BVR, PL-21 och YJ-12 samt liknande lufttankning som på J-15. Vingarna har fått tre lastpunkter, från tidigare två. En framtida motor WS-10B Block II med helt digital kontroll (FADEC) för ökad prestanda är möjlig.[3][4]

## Bilder

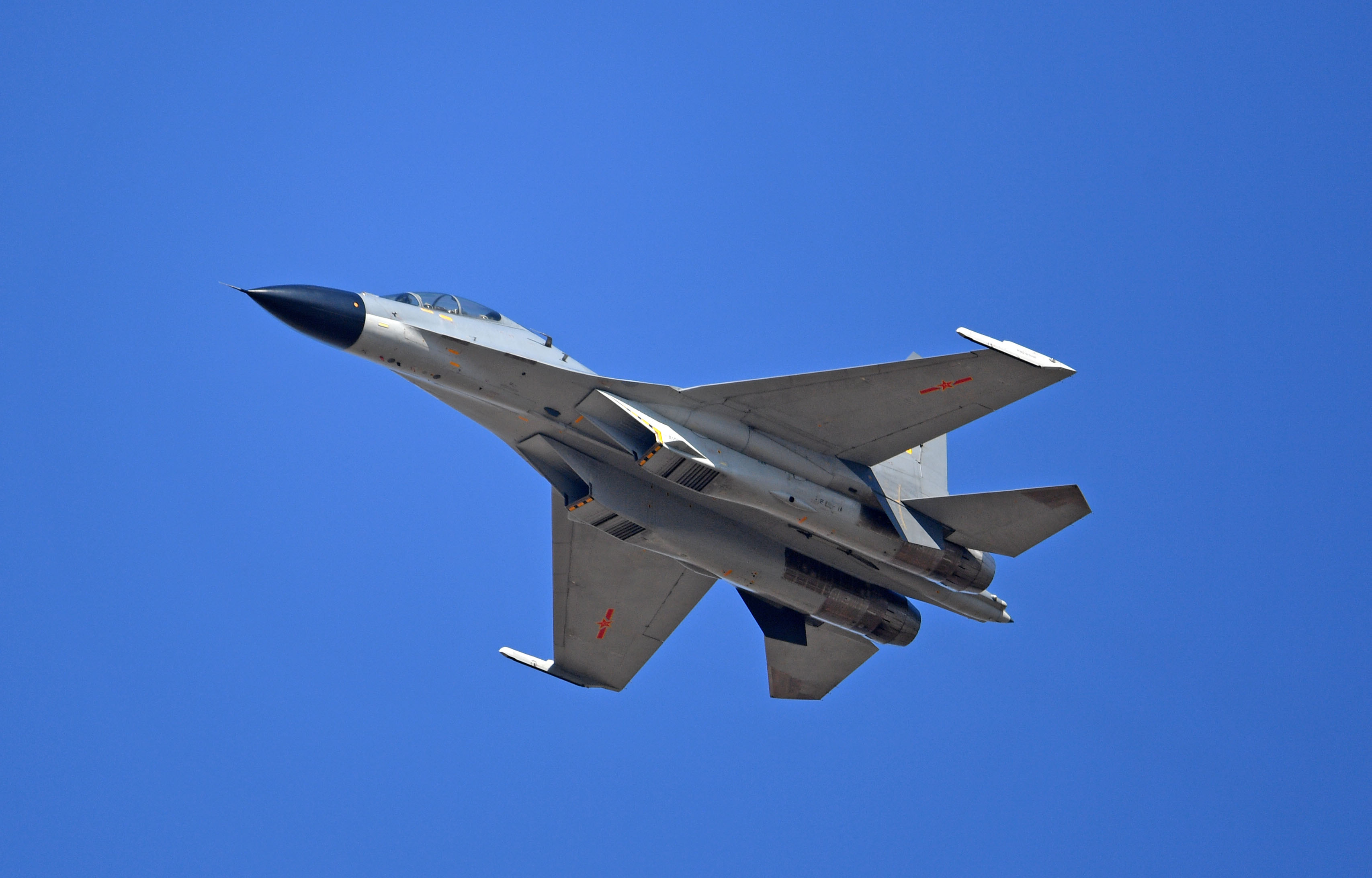
J-11BS.
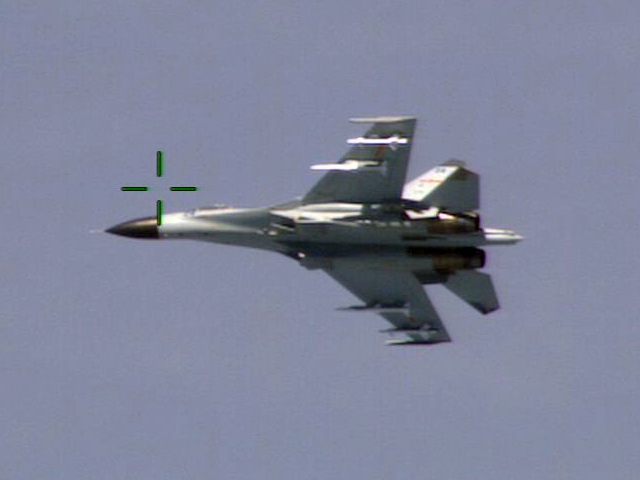
J-11BH.
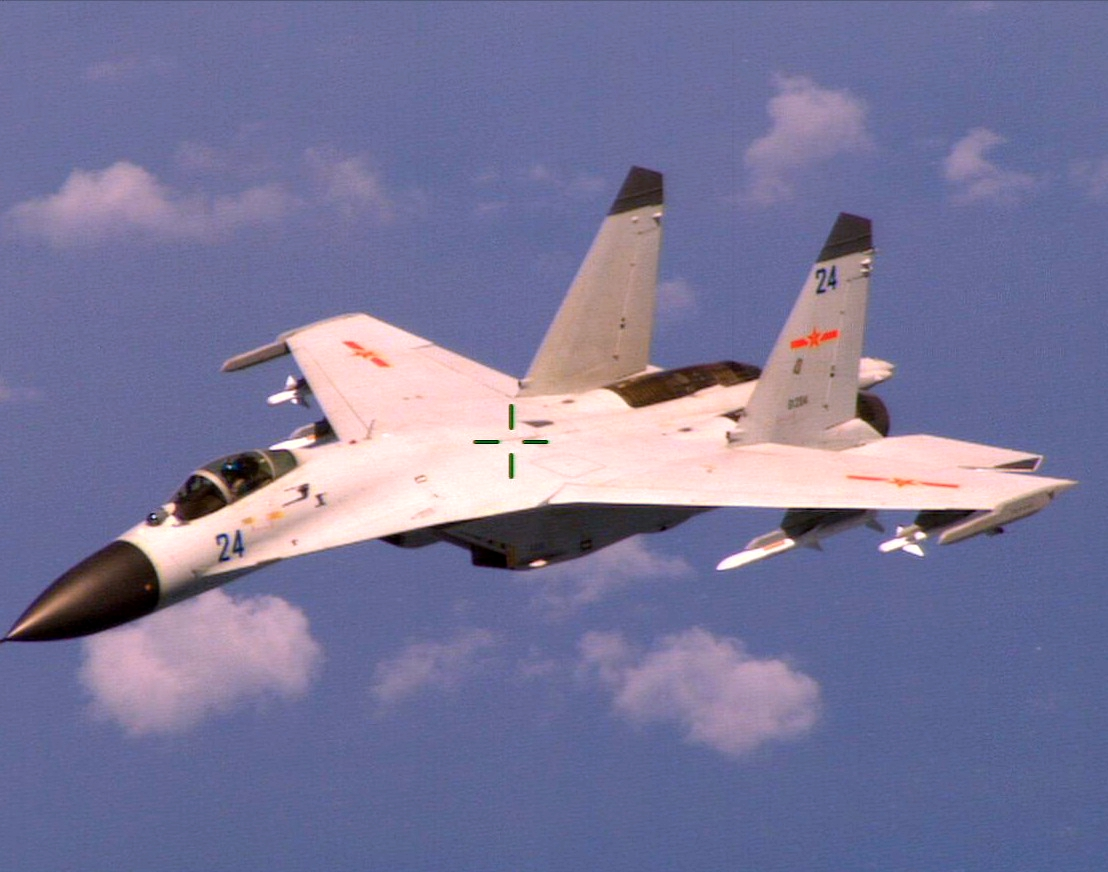
J-11B.